# Isak Grape (1779–1855)
Isak Grape, född 4 april 1779 i Jukkasjärvi socken, död 3 juni 1855 i Piteå socken, var en svensk präst och riksdagsman.

## Biografi
Grape, som tillhörde den gamla släkten Grape, var son till kyrkoherden Per Grape och Anna Margareta Hackzell. Han undervisades i hemmet av fadern, innan han 1795 inskrevs vid Uppsala universitet där han disputerade 1805 för Eric Michael Fant på en religionshistorisk avhandling om kristendomen i Lappland, varefter han promoverades till filosofie magister. Han prästvigdes samma år för en tjänst vid Västerbottens regemente och som hjälppräst i Skellefteå socken, poster han snart lämnade för att bli vice konsistorienotarie i Härnösand och kollega vid trivialskolan i samma stad. Därefter följde en rad olika befattningar innan han 1814 blev komminister i Skellefteå församling. År 1821 blev Grape kyrkoherde i Burträsks församling samt honorärprost. 1830 blev han teologie doktor och vice kontraktsprost, året därpå inspektor över Piteå skola och 1831 kyrkoherde i Piteå landsförsamling.
Grape var fullmäktig för stiftet riksdagarna 1823 och 1828.
Grape författade herdaminnen för Lappmarkerna och kyrkoarkiv för Burträsk. Grape var en av läsarväckelsens största motståndare. Han engagerade sig mot läseriet i Norrbotten och Västerbotten och utgav 1821 en redogörelse om fenomenet.

### Familj
Grape gifte sig första gången 1810 med Eva Gustava Dillner (1787–1823), som var dotter till kyrkoherden Eric Johan Dillner och Catharina Elisabet Salin i Tuna församling. De fick barnen Petronella Elisabeth Grape (1811–1891) som var gift med översten Otto Edelstam, Johanna Sofia Gustava Grape (1813–1898), kaptenen Karl Isak Grape (1815–1874) vid Norrbottens fältjägarkår, Anna Lovisa Grape (1816–1868) som var gift med komministern Jonas Nygren i Piteå landsförsamling, Catharina Vilhelmina Grape (1818–1894) som var gift med kyrkoherden Erik. J. Solander i Norsjö församling, kaptenen Johan Grape (1821–1899) vid Norrbottens regemente och Hilda Margareta Grape (1821–1878) som var gift med kyrkoherden C. J. Hammargren i Gideå församling. Grape gifte sig andra gången 1824 med Catharina Sofia Edelstam (1798–1875), som var dotter till landshövdingen överste Gustaf Edelstam och Carolina Agata Holmström. De fick tillsammans barnen Karolina Ulrika Grape (1825–1914) som var gift med komministern G. W. Nygren i Älvsbyns församling, Christina Fredrika Grape (1827–1896), kollegan Gustaf Petrus Grape (1830–1871) i Piteå, komministern Fabian Zacharias Grape (1832–1898) i Piteå och lektorn Erik Otto Grape (1835–1884) i Umeå.

## Utmärkelser
- Ledamot av Nordstjärneorden 28 januari 1842.[4]